# Platamonas
Platamonas (în greacă Πλαταμώνας, transliterat: Platamonas) este un oraș și o stațiune turistică la malul Mării Egee în districtul Pieria, Macedonia Centrală, Grecia. Platamonas are o populație permanentă de aproape 2.000 de locuitori. Platamonas este aproape de autostrada care face parte din drumul European E75. Numele orașului provine de la platani, arbori mari, impozanți, care sunt destul de prezenți în zonă.

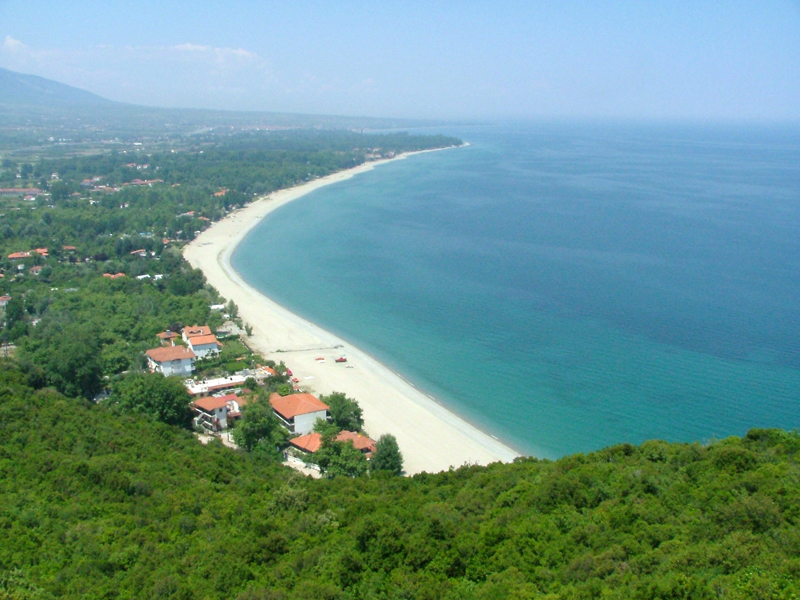
Plaja Platamonas văzută din cetate

La limita de nord a stațiunii se află un element deosebit de pitoresc al zonei, cetatea venețiană. În partea sudică, Platamonas este practic lipit de localitatea Nei Pori, la care se ajunge fie pe șoseaua care leagă cele două localități, fie direct pe plajă. 
În antichitate, localitatea se numea Herakleion. În apropiere se află parcul arheologic de la Dion cu ruine grecești și romane. Iar lângă Dion este satul aromânilor, numit Karița (Karitsa).

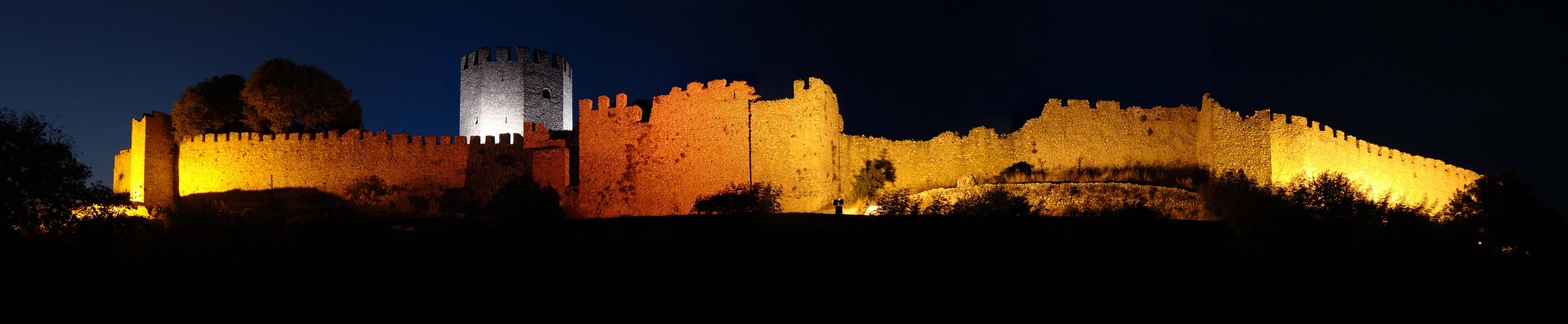
Cetatea de lângă Platamonas.